# Lebilincselő karácsony
A Lebilincselő karácsony (eredeti cím: Holiday in Handcuffs) 2007-ben bemutatott romantikus filmvígjáték, tévéfilm. Főszereplők Melissa Joan Hart, Mario Lopez, Markie Post és Timothy Bottoms.
Magyarországon 2008. június 21-én mutatta be az HBO.

## Cselekménye
|  | Alább a cselekmény részletei következnek! |

Trudie Chandler egy kis kávézóban dolgozik, de szeretne továbblépni és jobb munkát találni. Azonban elkésik az apja által szervezett állásinterjúról. Barátja karácsonykor nem hajlandó elmenni vele a lány szüleihez és a kávézóban szakít vele. Trudie szeretne megfelelni szülei elvárásainak, akiknek megígérte, hogy bemutatja a barátját, ezért kétségbeesésében egy vendéget, David Martint (aki éppen a barátnőjét várja, akinek meg akarja kérni a kezét) elrabolja a kávézóban lévő muzeális pisztollyal (amiről később kiderül, hogy töltve volt). A férfinak beköti a szemét, hogy ne lássa, merre mennek és a kapaszkodóhoz köti a kezét. A szülők egy mindentől távol lévő faházban várják őket, ahol nincs vezetékes telefon, és az ünnep megzavarásának elkerülésére a mobiltelefonokat és a kocsik kulcsait egy titkos helyen tartják (ennek felügyeletét Trudie elvállalja). A lány Nick néven mutatja be a férfit, akiről korábban beszélt nekik. Trudie még a fiú bemutatása előtt elmondja, hogy „Nick” nagyon vicces, és azt fogja mondani, hogy őt elrabolta a lányuk, ezért a szülők nem veszik komolyan, amikor David ezzel áll elő. David Trudie fivérétől kölcsönkéri annak mobilját, és sikerül telefonálnia a barátnőjének, majd néhányszor megpróbál elmenekülni, de ezek a próbálkozások sikertelenek. Végül elhatározza, hogy eljátssza a lány által rá kényszerített szerepet, hogy aztán annál nagyobb legyen a csalódás. Közben azonban, ahogy lassan megismerik egymást, David szerelmes lesz a lányba.
A karácsonyi vacsora jó hangulatban telik. Az anya beolvas a férjének, Jake bevallja, hogy homoszexuális, Katie (Trudie húga) elmondja, hogy egy éve abbahagyta a jogi főiskolát, és az apja által a tanulásra küldött pénzből egy pilates-stúdiót nyitott. Eközben megérkezik a rendőrség és mindenkit letartóztat (David kivételével). Mivel David végül nem tesz feljelentést, másnap reggel elengedik őket. David megvárja Trudie-t, aki visszaadja neki az eljegyzési gyűrűt, amit David karácsonykor adott neki, amikor mindenki előtt „megkérte a kezét”.
Trudie hónapokig nem hall semmit a fiúról, aki nem jelentkezik nála, mert a barátnőjével az eljegyzésükre készülődnek. David azonban időnként szórakozottnak látszik. Trudie Valentin-nap tájékán az újságban David és barátnője eljegyzési hírét olvassa. Trudie nem ment vissza a kávézóba dolgozni, hanem festői ambícióit igyekszik kiélni és képeket fest. Egy kisebb galéria meghívja egy kiállításra, ahol egyik festményével ő is részt vesz. A festményei Davidnek is tetszettek, amiket véletlenül a lány rajzfüzetében látott a faházban. A kiállításon nemcsak Trudie fivére, hanem szülei és húga is megjelennek, pedig nekik nem küldött meghívót, mert nem akart veszekedést. Szülei azonban ezúttal megértést mutatnak lányuk művészi ambíciói irányában, és a szülők kapcsolata is nyitottabbá vált. Trudie meglepődik, amikor megtudja, hogy a képét megvette valaki.
A galériából távozóban a kocsijánál valaki beköti a szemét, de hamar kiderül, hogy David „rabolta el”. Egy közeli épületbe viszi, ahol önálló építészeti és művészeti irodát nyitott. Ennek első darabja Trudie képe, amit David vásárolt meg. David a faházban köztük lezajlott beszélgetések során jött rá, hogy meg kell valósítania régi célját, ezért nyitott önálló irodát. David bevallja Trudie-nak, hogy szereti, és Trudie is hasonlóan érez a fiú iránt.
|  | Itt a vége a cselekmény részletezésének! |

## Szereposztás
- Melissa Joan Hart (Nemes Takách Kata[1]) – Trudie Chandler
- Mario Lopez (Czvetkó Sándor) – David Martin/„Nick”
- Markie Post (Kiss Mari) – Mrs. Chandler
- Timothy Bottoms (Incze József) – Mr. Chandler
- June Lockhart (Földi Teri) – Dolores nagyi
- Kyle Howard (Karácsonyi Zoltán) – Jake Chandler, Trudie fivére
- Vanessa Lee Evigan (Simonyi Piroska) – Katie Chandler, Trudie húga
- Layla Alizada (Biró Anikó) – Lucy, Trudie munkatársnője a kávézóban
- Travis Milne – Ryan, Jake fiúbarátja
- Marty Hanenberg – Mr. Portnoy
- Ben Ayres – Nick
- Cedric De Souza – Tadzs, Trudie indiai származású főnöke a kávézóban

## Forgatási helyszínek
A Lebilincselő karácsony forgatási helyszíne Calgary volt (Alberta tartomány, Kanada) 2007 nyarán.

## Érdekesség
- A film képaránya 4:3-as.
- A film hossza az amerikai változatban 120 perc a reklámokkal együtt.

## Fogadtatás
A filmet 6,7 millió néző látta és ebből 2,4 millió volt 18 és 49 éves közötti, ezzel ez a film lett a legnézettebb az ABC Family történetében.

## Megjelenése
A film DVD-n 2008. október 7-én jelent meg.